# Nemesia angustata
Nemesia angustata är en spindelart som beskrevs av Simon 1873. Nemesia angustata ingår i släktet Nemesia och familjen Nemesiidae.
Artens utbredningsområde är Spanien. Inga underarter finns listade i Catalogue of Life.